# Johan Eberhard von Schantz

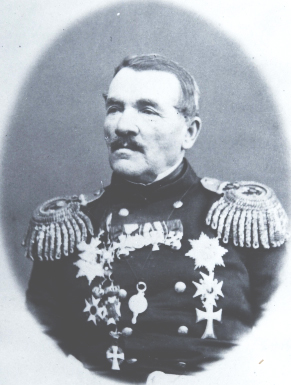
Johan Eberhard von Schantz

Johan Eberhard von Schantz (russisch Иван Иванович фон Шанц; * 29. Oktober 1802 in Pori, Finnland; † 3. Januar 1880 in Sankt Petersburg) war ein in Finnland geborener russischer Admiral der Kaiserlich Russischen Marine, Schiffskonstrukteur und Entdecker.

## Leben
Schantz wurde in der damals zu Schweden gehörenden westfinnischen Küstenstadt Pori als Sohn des Generalleutnants Johan Eberhard von Schantz und Johanna Sofia Didron geboren. 1814 trat er in die russische Handelsmarine ein und nahm später an einem Lehrgang zum Obermaat in Wyborg teil. Schantz diente ab 1821 als Fähnrich in der 26. Marineequipage der Baltischen Flotte, ab 1828 als Leutnant in der 8. Marineequipage, ab 1830 in der 27. Marineequipage und 1832 in der 5. Marineequipage. Während des Russisch-Türkischen Krieges diente Schantz auf dem Linienschiff Fère Champenoise, das an der Blockade der Dardanellen teilnahm. 1833–1838 war er Adjutant des Admirals Alexander Sergejewitsch Menschikow.
Von 1834 bis 1836 umsegelte Schantz die Erde als Kommandant des russischen Schiffs America. Dabei entdeckte er 1835 das Wotho-Atoll wieder, das ursprünglich von der spanischen Expedition von Ruy López de Villalobos in den 1540er Jahren entdeckt worden war. Das Atoll wurde später auch als Schantz-Inseln bekannt.
1841 segelte Schantz mit der Fregatte Kamtschatka von New York City nach Kronstadt und befehligte das Schiff bis 1847. 1848 wurde er zum Konteradmiral befördert. In den 1850er Jahren entwarf Schantz mehrere Kanonenboote, die in den finnischen Docks von Pori, Turku und Helsinki gebaut wurden. Er entwarf auch die Fregatte Rurik (1851) und die Korvette Kalevala (1858), die beide auf der Marinewerft Turku gebaut wurden. Während des Krimkrieges diente Schantz erneut in der Baltischen Flotte. Er wurde 1855 zum Vizeadmiral und 1866 zum Admiral befördert. Von Februar 1863 bis zu seinem Tod war Schantz Mitglied des russischen Admiralitätsrates.
Unter dem Pseudonym En gammal sjöman („Ein alter Seemann“) veröffentlichte Schantz 1870–1871 seine schwedischsprachigen Memoiren.

## Auszeichnungen
- 1846: Orden des Heiligen Wladimir, III. Klasse
- 1847:  Russischer Orden des Heiligen Georg, Ritter IV. Klasse
- 1854: Sankt-Stanislaus-Orden, I. Klasse
- 1858: Annenorden, I. Klasse
- 1864: Orden des Heiligen Wladimir, II. Klasse
- 1868: Kaiserlich-Königlicher Orden vom Weißen Adler
- 1871: Alexander-Newski-Orden
- 1876: Alexander-Newski-Orden mit Diamanten